# Ѵ (parowóz)
Iżyca (ros. Ѵ) – oznaczenie serii rosyjskich parowozów towarowych, o układzie osi D, na parę przegrzaną.

## Historia
Parowóz serii Ѵ powstał w odpowiedzi na zapotrzebowanie silnego parowozu towarowego ze strony prywatnej Kolei Moskiewsko-Kazańskiej, z powodu rosnących przewozów towarowych na trasie Moskwa - Riazań w połowie I dekady XX wieku. Dotychczas używane parowozy serii AN (późn. CzN) o układzie osi D nie były już wystarczające, a budowane dla kolei państwowych parowozy Szcz oceniono jako nieekonomiczne. Zdecydowano poprzestać na czterech osiach wiązanych (układ osi D), uznając, że umiarkowana prędkość ruchu towarowego na kolei nie wymaga dodawania osi tocznych, a zwiększenie nacisku na oś do 16,1 ton umożliwi skonstruowanie parowozu o odpowiednio dużej sile pociągowej i wydajnym kotle.  Projekt wstępny parowozu sporządził naczelnik służby ruchu  Kolei Moskiewsko-Kazańskiej inż. Je. Noltejn. Zaprojektowany parowóz rozwijał moc o ok. 50% większą od standardowych rosyjskich parowozów towarowych serii OW o takim samym układzie osi. 
Projekt techniczny sporządziły Zakłady Kołomieńskie w Kołomnie, które następnie zbudowały w latach 1908-1909  20 parowozów, oznaczonych jako fabryczny typ 107. Na kolei zostały one oznaczone numerami АП501 do АП520. Po wprowadzeniu jednolitego systemu oznaczeń lokomotyw rosyjskich w 1912 roku, zmieniono oznaczenie serii na Ѵ (Iżyca), z zachowaniem ich numerów. 
W 1914 roku Zakłady Kołomieńskie zbudowały dla Kolei Moskiewsko-Kazańskiej 16 parowozów drugiej, ulepszonej serii, oznaczonych jako typ 144 (nry Ѵ521 - Ѵ536), a kolejne 20 parowozów drugiej serii zbudowały Zakłady Briańskie w latach 1917-1918 (Ѵ537 - Ѵ556). Zwiększono w nich nieco powierzchnię ogrzewalną kotła i powierzchnię przegrzewacza oraz podniesiono ciśnienie pary z 12 do 13 atmosfer.
Pokrewną konstrukcyjnie, lecz silniejszą serią parowozów była seria CzWPS Zakładów Sormowskich z 1914 roku. Z uwagi na podobieństwo, w 1923 roku 25 lokomotyw tej serii przemianowano na serię  ѴS (ros. Ѵс, "s" od producenta), z numerami 557-581.

## Użycie
Parowozy serii Ѵ nie uzyskały większej popularności, wobec pojawienia się mocniejszych maszyn serii E o pięciu osiach wiązanych i zakupione zostały tylko dla Kolei Moskiewsko-Kazańskiej. Używane były na linii Moskwa-Riazań do 1930 roku, po czym zostały przeniesione na linie drugorzędne i do celów manewrowych.  W szczególności, do lat 50. jeździły na odcinku Czerusty - Kriwandino - Radowicy dawnej kolei kazańskiej. Na początku 1940 roku w Rosji wciąż jeździło 81 parowozów serii Ѵ i ѴS, z tego 48 na linii Leninowskiej, 13 na Penzeńskiej i 20 na Kazańskiej. Większość lokomotyw została wycofana w latach 1950-1957. 

## Opis
Parowóz towarowy o układzie osi D, z dwucylindrowym silnikiem bliźniaczym, na parę przegrzaną (układ D h2). Przegrzewacz był systemu Schmidta. Kocioł umieszczony był dość wysoko - oś na wysokości 2860 mm. Kocioł pierwszej serii miał 147 płomieniówek (średnicy 46/51 mm), 21 płomienic (125/133 mm), powierzchnię ogrzewalną 163,4 m² i  powierzchnię przegrzewacza 40,3 m², drugiej serii: 168 płomieniówek, 24 płomienice, powierzchnię ogrzewalną 177,4 m² i powierzchnię przegrzewacza 47,4 m².
Ostoja wewnętrzna, blachownicowa, z blach grubości 33 mm. Silnikowa była trzecia oś wiązana. W celu zmniejszenia wężykowania i galopowania parowozu, zastosowano wodzidło Noltejna, usztywniające połączenie parowozu z tendrem. Parowozy wyposażone w były w inżektory Friedmana, szybkościomierze Haushaltera i hamulce systemu New York (1 seria) lub Westinghouse (2 seria). 
Parowozy pierwszej serii miały trzyosiowe tendry o pojemności 16 m³ wody i 7 ton węgla, drugiej serii - większe, czteroosiowe, dwóch typów (Zakładów Kołomieńskich i Briańskich).